# Стеллит
Стеллиты (англ. Stellite, от лат. stella — звезда) — группа литых твёрдых сплавов на основе кобальта и хрома с добавками вольфрама и/или молибдена для напыления, наплавки и напайки деталей машин, станков и инструмента с целью повышения износостойкости. Исторически предшествовали широко известным спечённым твёрдым сплавам («победит» и т. п.). В отличие от них стеллит менее хрупок, более стоек к механическим и термическим ударам, допускает нанесение наплавкой, не требует алмазного инструмента для заточки. Изобретён Элвудом Хейнсом в 1907 году. В настоящее время торговая марка Stellite — собственность группы компаний Kennametal Stellite Group. В отечественной литературе и практике наименование традиционно используется как нарицательное.

## Свойства
Основные свойства стеллитов, определяющие сферу их применения — ударопрочность, жаростойкость порядка 800 °С, высокая коррозионная стойкость. Стеллиты пригодны к литью, наплавке и напылению, в том числе при восстановлении инструмента в условиях предприятия-пользователя. Коэффициент теплового расширения стеллита близок к таковому для легированных инструментальных сталей. Стеллит в общем случае не требует термообработки, нечувствителен к отпуску. Для формовки и заточки наплавленных зубьев используются обычные абразивные круги (эльбор, карборунд, корунд).
Применение стеллита ограничивают высокая стоимость сплава, сложность обработки и выплавки в сравнении с легированной сталью, а также повышенные требования к чистоте исходных материалов. В определённых условиях (материал основы, температурные режимы нанесения) стеллитовые покрытия склонны к растрескиванию, и в ответственных применениях требуется особый контроль на микротрещины.

## Применение
Стеллит широко применяется для наплавки зубьев лесопильных полотен и дисков, ножей и фрез деревообрабатывающих станков. Благодаря ударопрочности стеллита, более прочной связи с основанием, чем при пайке латунью, и близким ТКР полотна и наплавки, стойкость такого инструмента в работе по заготовкам неправильной формы с неоднородностями и посторонними включениями выше, чем напаянного более твёрдыми спечёнными сплавами.
В силу тех же свойств стеллиты нашли применение для упрочнения и восстановительного ремонта рабочих органов землеройных машин, дробилок и другого строительного, горнодобывающего и перерабатывающего оборудования.
В конструкциях автоматического огнестрельного оружия стеллит используется для изготовления вкладок в стволы (лайнеров) и деталей механизма, подверженных трению и эрозии при стрельбе. В частности, варианты стволов со стеллитовыми вставками в первой трети со стороны казённой части имеются для американских пулемётов Браунинг M2 и M60. Лейнированные стволы могут сохранять работоспособность внутренней поверхности, будучи раскалены в процессе стрельбы до появления мелких частиц отслаивающейся окалины на наружных слоях, без потери свойств при последующих циклах нагрева и охлаждения. На испытаниях M60 было отстреляно 50 метров ленты одной очередью, ствол раскалился докрасна, но после остывания остался практически неповреждённым.
Благодаря сочетанию твёрдости, жаропрочности и коррозионной стойкости стеллит используется для изготовления и упрочнения наиболее напряжённых деталей тепловых двигателей. Это клапаны и клапанные сёдла поршневых ДВС, входные кромки и установочные поверхности рабочих лопаток паровых и газовых турбин, регулирующие детали паровых и газовых трактов. Срок службы упрочнённых таким образом элементов часто определяется усталостными характеристиками основного материала, а не износом покрытия.
Также стеллит используется для покрытия деталей кислотостойкой химической аппаратуры, шнеков питателей и дозаторов, изготовления шариковых и регулирующих клапанов и в других узлах, где требуется стойкость к истиранию, эрозии, химическому воздействию, кавитации в сочетании с ударопрочностью, сравнительной лёгкостью нанесения и обработки. Известны проблемы, вызванные применением стеллита и других кобальтсодержащих сплавов в аппаратуре атомных электростанций, где вымывание небольших количеств кобальта технологическими жидкостями и их последующее нейтронное облучение в реакторе приводило к образованию кобальта-60 и увеличению жёсткого гамма-облучения персонала.
Благодаря биологической инертности стеллиты используются для изготовления медицинских имплантатов, а также в зубопротезировании. В частности, с применением стеллита был изготовлен первый коммерчески доступный искусственный сердечный клапан (Starr — Edwards, 1960).
Для нанесения стеллита на металл основы первоначально применялась наплавка ацетилен-кислородным пламенем, затем электродуговая наплавка под флюсом и в защитных газах, плазменная и лазерная наплавка, газотермическое и плазменное напыление. Новые технологии позволяют получить равномерное покрытие заданной толщины на большой площади, избежать нежелательного перегрева детали, в отдельных случаях — обойтись без финишной обработки наплавленной поверхности. Напайка готовых стеллитовых элементов бывает оправдана при желании использовать имеющееся оборудование и технологию напайки спечённых твёрдых сплавов, либо при особых требованиях по допустимому нагреву детали, характеристикам шва и т. п.

## Состав
Основа классического стеллита — кобальт (~50—60 %) и хром (~30 %) с добавкой порядка 10 % вольфрама и небольших количеств других элементов (см. таблицу), в том числе углерода. Готовый материал представляет собой вязкую металлическую матрицу (кобальт, хром, вольфрам) с включёнными в неё твёрдыми карбидами хрома и вольфрама. Увеличение содержания углерода в сплаве приводит к выделению свободных карбидов, увеличению твёрдости и хрупкости, и наоборот — сплавы с меньшим содержанием углерода менее твёрды, но более прочны и вязки.
Известно множество стеллитов и стеллитоподобных сплавов, состав которых оптимизирован для работы в определенных температурных условиях, агрессивных средах, с учётом требований деформируемости, особенностей технологии нанесения и сочетания с металлом основы, приемлемой стоимости. Параметры отечественных стеллитовых прутков для наплавки марок Пр-С27 (фактически сормайт), Пр-В3К и Пр-В3К-Р регламентируются ГОСТ 21449-75 «Прутки для наплавки. Технические условия»; допуски по составу в данном стандарте достаточно велики (несколько процентов по основным элементам) и принимались в расчёте на неответственные применения типа деревообработывающих и землеройных машин. Получение более предсказуемых свойств сплава вблизи эвтектики требует точного соблюдения обоснованно выбранного состава.
Подвидами стеллита являются сплавы Talonite (материал для ножей, подвергаемый горячей прокатке и закалке) и Vitallium (для зубных протезов и имплантации). Родственный стеллиту сплав на основе железа — сормайт.
Химический состав, массовых %:
| Марка          | Co (основа) | Cr        | W        | Fe           | C        | Si      | Mn      | Ni      | Mo        | Sb       | S    | P    |
| -------------- | ----------- | --------- | -------- | ------------ | -------- | ------- | ------- | ------- | --------- | -------- | ---- | ---- |
| ПР-С27         | —           | 25,0…28,0 | 0,2…0,4  | ~64 (основа) | 3,3…4,5  | 1,0…2,0 | 1,0…1,5 | 1,5…2,0 | 0,08…0,12 | —        | 0,07 | 0,06 |
| ПР-В3К         | ~ 59        | 28,0…32,0 | 4,0…5,0  | 2,0          | 1,0…1,3  | 2,0…2,7 | —       | 0,5…2,0 | —         | —        | 0,07 | 0,03 |
| ПР-В3К-Р       | ~ 58        | 28,0…32,0 | 7,0…11,0 | 3,0          | 1,6…2,0  | 1,2…1,5 | 0,3…0,6 | 0,1…2,0 | —         | 0,02…0,1 | 0,07 | 0,03 |
| ВК2            | 47…53       | 27…33     | 13…17    | 2,0          | 1,8…2,5  | 1…2     | 1,0…1,5 | 2…3     |           |          |      |      |
| ВК3            | 58…62       | 28…32     | 4…5      | 2,0          | 1,0…1,5  | 2,5…2,8 |         | 2…3     |           |          |      |      |
| КВ5Х30         | 58…62       | 28…32     | 4,5-5    | 2…4          | 1,0…1,5  | 1…2     |         | 1…2     |           |          |      |      |
| Stellite 1     | ~ 48        | 33,0      | 13,0     | < 2,5        | 2,45     | 1,0     | 1,0     | < 2,5   |           |          |      |      |
| Stellite 3     | ~ 48        | 30,0      | 13,0     | < 3,0        | 2,45     | 1,0     | 1,0     | < 2,5   |           |          |      |      |
| Stellite 4     | ~ 48        | 30,0      | 14,0     | < 3,0        | 1,0      | 1,0     | 1,08    | < 2,0   |           |          |      |      |
| Stellite 6     | ~ 58        | 28,0      | 4,5      | < 3,0        | 1,2      | 1,1     | 1,0     | < 3,0   |           |          |      |      |
| Stellite 12    | ~ 53        | 29,5      | 8,5      | < 2,5        | 1,4…1,85 | 1,5     | 1,0     | < 3,0   |           |          |      |      |
| Stellite 21    | ~ 59        | 27,0      | —        | < 3,0        | 0,25     | 1,5     | 1,0     | 2,5     | 5,5       |          |      |      |
| SP1040         | ~ 48        | 31,5      | 17,0     | < 1,0        | 2,0      | 1,0     |         |         |           |          |      |      |
| SP1126         | ~ 53        | 24,5      | 13,5     | < 3,0        | 1,8      | < 1,6   |         | 1,5     | 1,0       |          |      |      |
| Tribaloy T-400 | ~ 57        | 8,5       | —        | < 1,5        | < 0,08   | 2,6     |         | < 1,5   | 29,0      |          |      |      |